# Marchlewszczyzna Radziecka
Marchlewszczyzna Radziecka – polskojęzyczne czasopismo wydawane w Polskim Rejonie Narodowym im. Juliana Marchlewskiego Ukraińskiej Socjalistycznej Republiki Radzieckiej w latach 1931-1934. Ukazywało się 12 razy w miesiącu. 
Gazeta była organem Marchlewskiego Rejonowego Komitetu Komunistycznej Partii (bolszewików) Ukrainy, Rejonowego Komitetu Wykonawczego, Rejonowej Rady Związków Zawodowych i Rejkolgospzwiązku. Zawierała stałe rubryki: „Na froncie oświatowym”, „Stamtąd, gdzie panuje kapitał”, „Z Polski faszystowskiej”. Ponadto wraz z niektórymi numerami gazety ukazywały się dodatki: „Bolszewicka Zmiana” (nr 14–18), „Stroniczka Komsomolska” (nr 1–12). Nakład wynosił 1000–2500.
Nazwisko redaktora naczelnego podawano w formie: H. Panek. Ponadto w skład redakcji wchodzili: J. Beregowski, St. Hejne, S. Lipiec, L. Nowicki, Polakowski, R.F. Sulejewski, Szymkiewicz, J. Wirkowski.